# Église Saint-Pierre-et-Saint-Paul de Montigny-sur-Loing
Pour les articles homonymes, voir Église Saint-Pierre-et-Saint-Paul.
L'église Saint-Pierre-et-Saint-Paul est une église catholique du XIIe siècle, à Montigny-sur-Loing, en France.

## Situation et accès

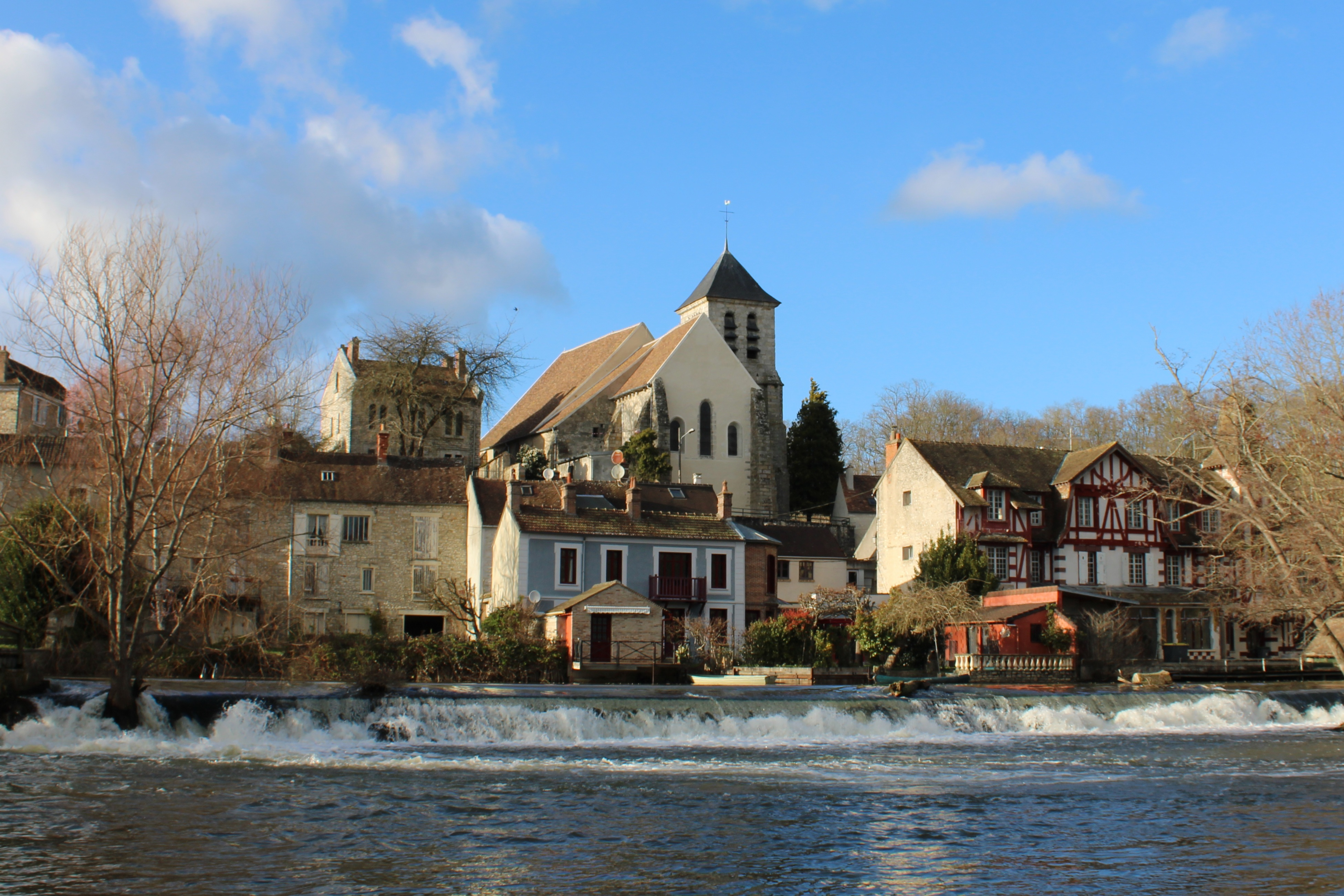
L'église, au centre, dominant la ville depuis la rive droite du Loing, sur la commune de La Genevraye

L'église est située sur une butte au-dessus du Loing, et domine la petite ville de Montigny.

## Historique
Le chœur et le transept de l'église datent du XIIe siècle, tandis que la construction de la nef est plus tardive.
L'édifice est inscrit comme monument historique en 1926.

## Structure
L'église est d'architecture romane, son plan est en croix latine.

## Inventaire mobilier
- Statues du XVIe siècle provenant d'un calvaire et représentant le Christ en croix, la Vierge et saint Jean[3]
- Lutrin en bois en forme d'aigle, du XVIIe siècle[4]

### Peinture

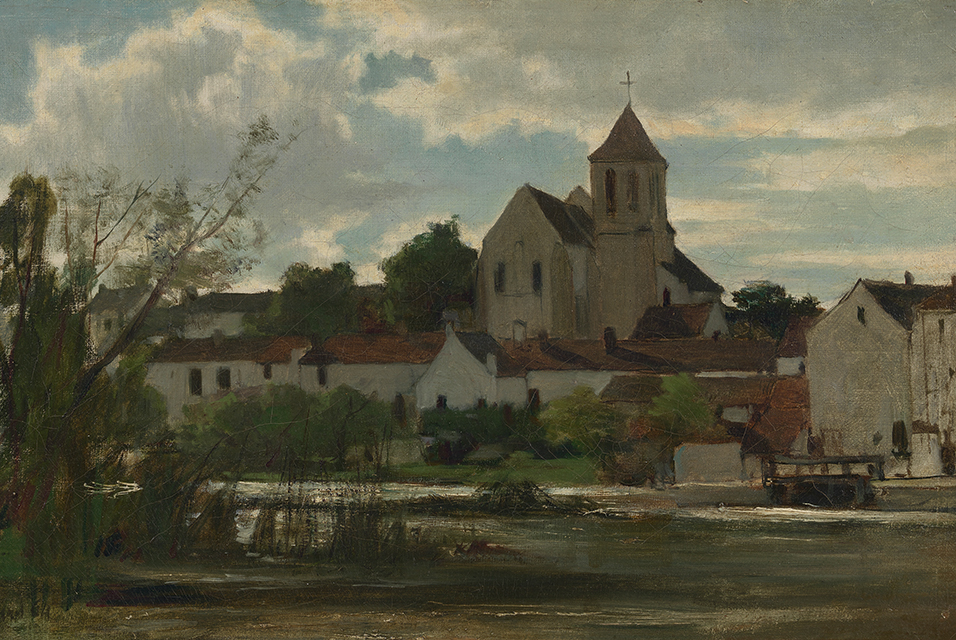
Vue de Montigny-sur-Loing
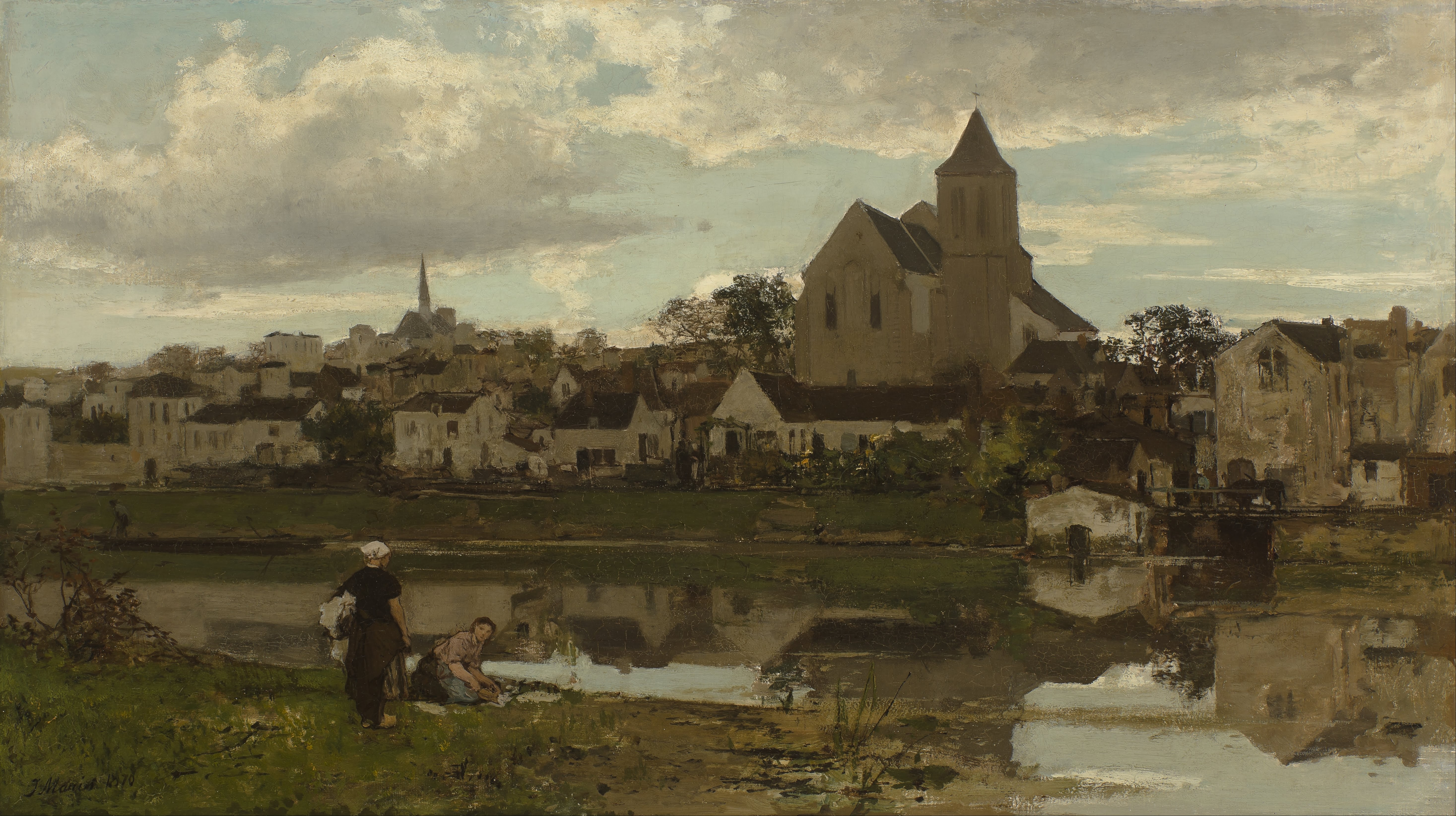
Vue de Montigny-sur-Loing
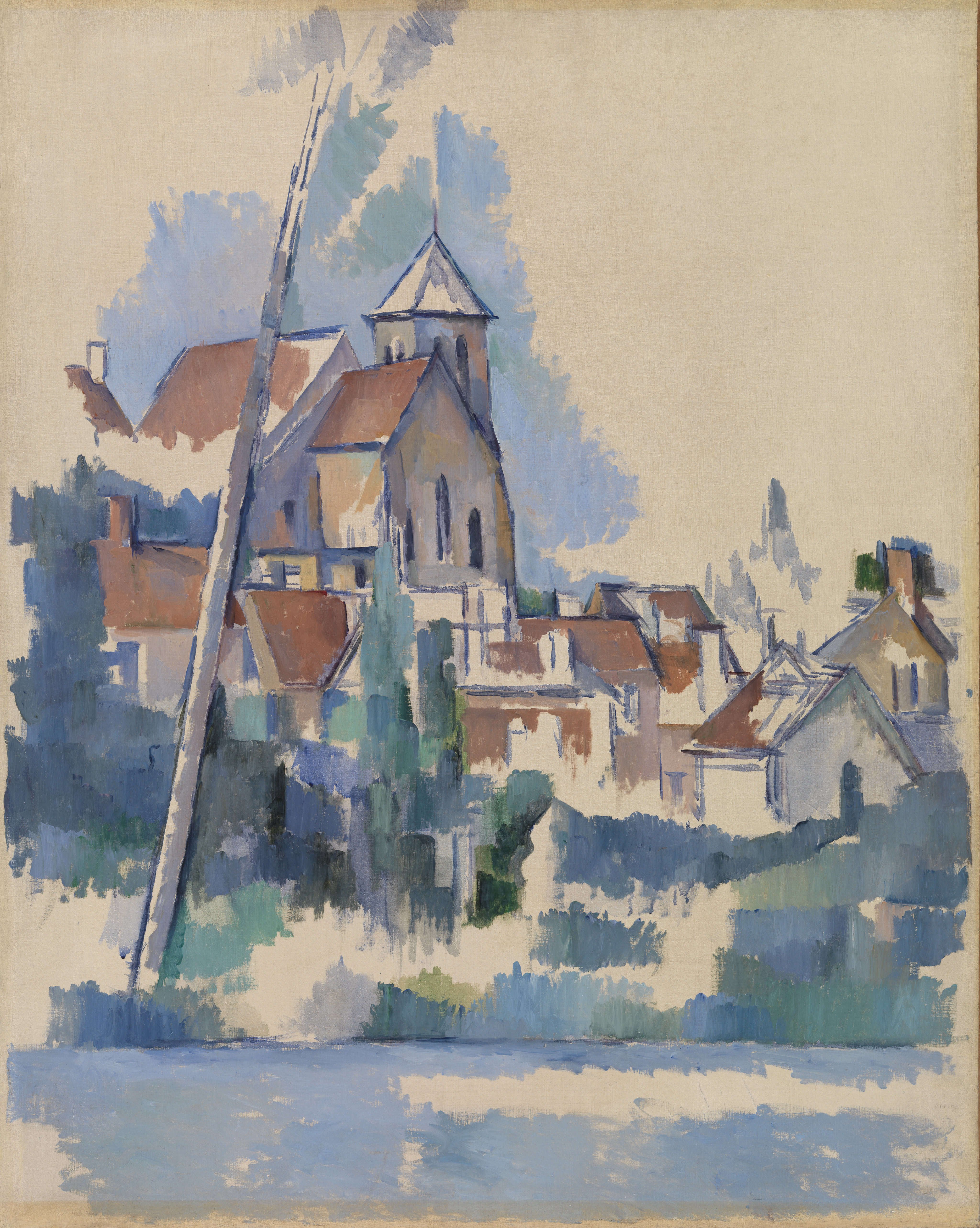
L'Église de Montigny-sur-Loing
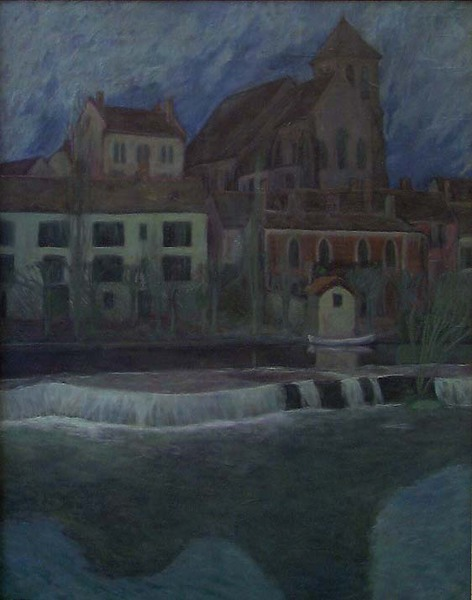
Nuit dans un village français, Montigny-sur-Loing